# Abdumalik Khalokov
Abdumalik Khalokov, född 9 april 2000 i Tasjkent, är en uzbekisk boxare.

## Karriär
Vid VM 2021 tog han silver i lättvikt och vid VM 2023 tog han guld i fjädervikt.